# La Jeune Martyre
La Jeune Martyre est une peinture à l'huile sur toile du peintre français Paul Delaroche. Elle a été réalisée en 1855 et est basée sur le style romantique de la peinture de genre. 

## Historique de l'œuvre
Peint au cours des dernières années de la vie de l'artiste, le sujet serait venu au peintre alors que ce dernier souffrait d'une sévère maladie. Une première version peinte en 1853  et de plus petite dimension est conservée au musée du Louvre-Lens. 

## Description
Le tableau représente au premier plan une jeune femme aux mains liées dérivant sur les eaux d'un fleuve identifié comme le Tibre. À l'arrière plan, dans la pénombre, on distingue une barque et deux figures regroupées dans une posture éplorée observant de la rive le corps sans vie de la jeune martyre. La scène se passe au crépuscule et la pénombre saisit tout l'arrière plan. Une lumière blanche vient éclairer le haut du corps de la jeune femme et installe ainsi un contraste puissant qui vient renforcer la dramaturgie de la scène. Sa source provient très certainement de l'auréole qui plane au-dessus du visage de la martyre. 

## Dimensions et caractéristiques
La Jeune Martyre est un tableau rectangulaire de 171 × 148,1 cm au haut cintré et orné d'un cadre doré.   

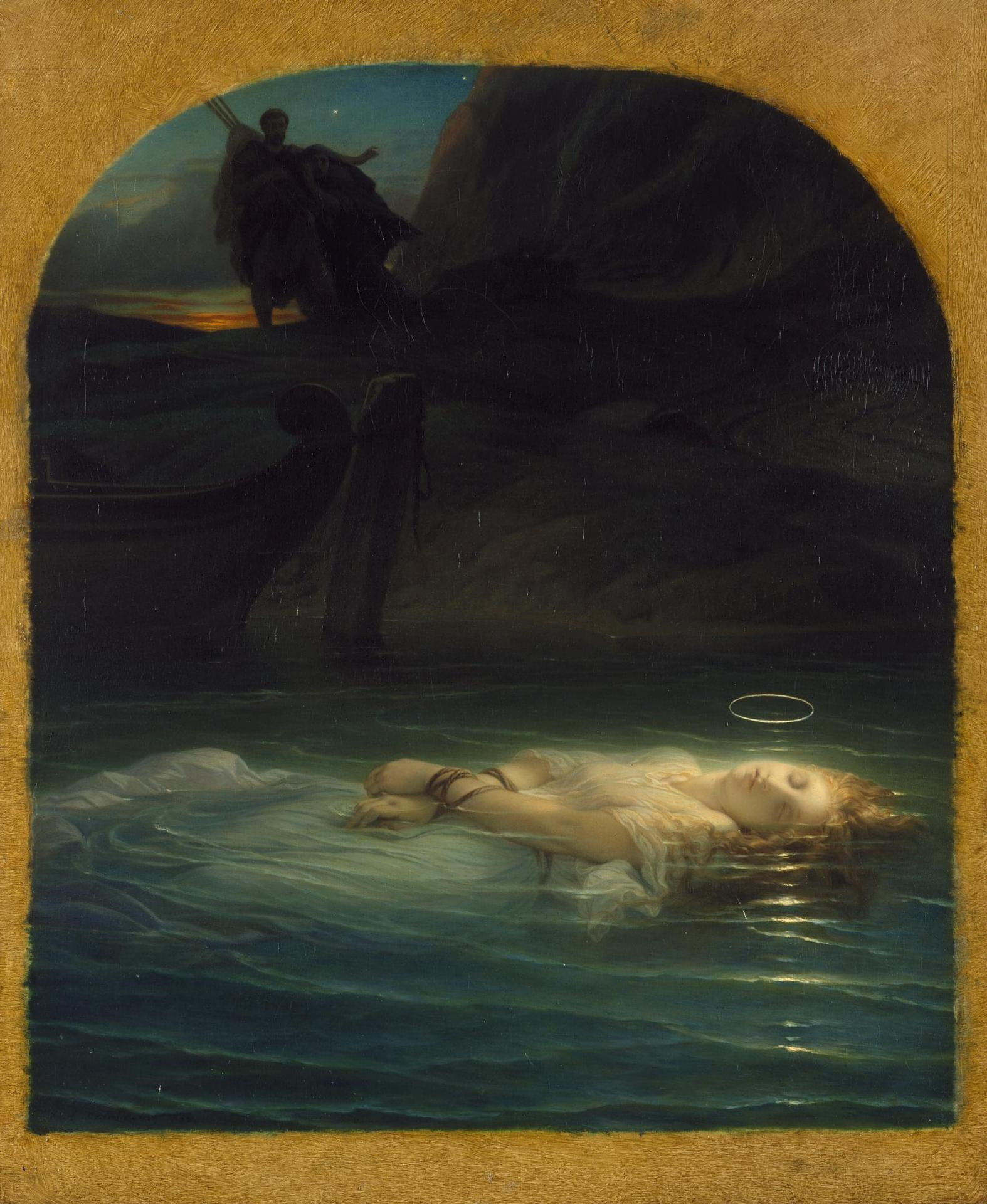
1853, version de l'Ermitage